# Дёмин, Алексей Михайлович (дипломат)
Алексе́й Миха́йлович Дёмин (род. 1959) — российский дипломат; Чрезвычайный и Полномочный Посланник 1 класса.

## Биография
Дёмин, Алексей Михайлович родился в 1959 году. Владеет монгольским и английским языками.
- В 1983 году окончил МГИМО;
  - с этого же года работает в системе МИД;
  - трудился на различных дипломатических должностях: как в центральном аппарате Министерства, так и за рубежом.
- В 2008—2012 гг. — советник-посланник посольства России в Туркменистане.
- С 2012 года — начальник отдела в Третьем департаменте стран СНГ.
- Приказом по Министерству иностранных дел Российской Федерации в апреле 2014 назначен Генеральным консулом Российской Федерации в Алма-Ате, Казахстан[1].

Имеет дипломатический ранг Чрезвычайного и Полномочного Посланника 2 класса.
Указом Президента Российской Федерации от 10.06.2017 г. № 263 Дёмину присвоен дипломатический ранг Чрезвычайного и Полномочного Посланника 1 класса.

## Награды
- Медаль ордена «За заслуги перед Отечеством» II степени (3 апреля 2024 года) — за большой вклад в реализацию внешнеполитического курса Российской Федерации и многолетнюю добросовестную дипломатическую службу[3]
- Орден «Енбек Үшiн» (2018 год, Казахстанский митрополичий округ Русской Православной Церкви)[4]